# Експо-2015
45°31′ пн. ш. 9°06′ сх. д. / 45.52° пн. ш. 9.1° сх. д.Всесвітня виставка 2015 року в Мілані, неофіційно «Експо-2015» (італ. Esposizione Universale Milano 2015, Expo 2015) — міжнародна виставка, що відбулася з 1 травня до 31 жовтня. Тема виставки: «Нагодувати планету. Енергія для життя» (італ. Nutrire il Pianeta, Energia per la Vita).

## Загальні відомості
Мілан був обраний місцем проведення «Експо-2015» на Генеральній асамблеї Міжнародного бюро виставок 31 березня 2008 року в Парижі, єдиним суперником було місто Ізмір (Туреччина). У першому голосуванні кандидатура Мілана не отримала підтримки більшості учасників, але його результати скасували як наслідок технічної помилки. При повторному голосуванні Мілан переміг (86 голосів проти 65).

## Інтернет-ресурси
- Офіційний сайт
- Official website of the BIE [Архівовано 22 травня 2017 у Wayback Machine.]
- European Patent Office [Архівовано 14 квітня 2017 у Wayback Machine.]
- News on Expo 2015 and on the city of Milan [Архівовано 23 липня 2011 у Wayback Machine.]
- EXPO 2015 İzmir Film [Архівовано 12 травня 2022 у Wayback Machine.]
- Presentation at the BIE of the Expo 2015 candidature 19 December 2006
- ExpoMuseum's Expo 2015 Page [Архівовано 30 березня 2008 у Wayback Machine.]
- YouTube Expo Milano TV на YouTube
- BLOG Expo 2015 Milano — News & Expo History [Архівовано 26 січня 2022 у Wayback Machine.]
- Rai Expo official multilanguage site, a library of about 1000 videos exploring and explaining «Expo di Milano 2015» theme [Архівовано 27 серпня 2019 у Wayback Machine.]
- Photo gallery made by a UNESCO photographer [Архівовано 17 січня 2021 у Wayback Machine.]
- Colombia Pavillon Video and Photo gallery [Архівовано 29 березня 2022 у Wayback Machine.]
- Website [Архівовано 11 березня 2022 у Wayback Machine.]
- A screenshot of the early version of the site, omitting Sicily [Архівовано 24 серпня 2018 у Wayback Machine.]